# Codice Gerico
Codice Gerico (Jericho) è una serie televisiva statunitense di spionaggio in 16 episodi del 1966. La serie negli Stati Uniti non sfondò anche a causa della serie concorrente Batman che guadagnava molta più audience.

## Trama
La serie è ambientata durante la seconda guerra mondiale ed è incentrata sui tre protagonisti, i tre agenti segreti Franklin, Nicholas e Jean-Gaston, delle forze alleate, che tramano dietro le linee tedesche. In ogni episodio settimanale i tre effettuano una missione dietro le linee nemiche usando le loro abilità di spionaggio e sabotaggio.

## Personaggi
- Franklin Sheppard (16 episodi, 1966-1967) interpretato da Don Francks, un americano esperto in tattiche di guerriglia.
- Nicholas Gage (16 episodi, 1966-1967) interpretato da John Leyton, un inglese esperto in demolizioni.
- Jean-Gaston Andre (16 episodi, 1966-1967) interpretato da Marino Masè, un francese esperto in armi e munizioni.
- Marissa (2 episodi, 1966) interpretata da Antoinette Bower.
- Paul (2 episodi, 1966) interpretato da Walter Koenig.
- Tenente Karl Linck (2 episodi, 1966) interpretato da Jan Merlin.
- Maggiore Otto Von Zeeny (2 episodi, 1966) interpretato da Peter Mark Richman.

## Episodi
| Stagione       | Episodi | Prima TV originale |
| -------------- | ------- | ------------------ |
| Prima stagione | 16      | 1966               |